# Добровольський Спиридон Петрович
Спиридо́н Петро́вич Доброво́льський (25 грудня 1894 — 30 листопада 1977) — український прозаїк і драматург.

## Життєпис
Народився 13(25) грудня 1894 року в селі Єлизаветівка Єлизаветградського повіту Херсонської губернії Російської імперії (нині — село Нововодяне Новоукраїнського району Кіровоградської області). Українець. Закінчив Херсонську військово-фельдшерську школу.
У 1918 році вступив до лав Червоної армії. Учасник громадянської війни: з листопада 1918 року на медичних посадах у військових підрозділах в Туркестані.
Після демобілізації в 1924 році, працював у лікувальних закладах, у редакціях газет і видавництв.
Вдруге призваний до лав РСЧА у 1932 році. З 1935 року переведений до Дніпровської військової флотилії. Учасник німецько-радянської війни. З липня 1941 року — на адміністративно-господарських посадах у медико-санітарному відділі Волзької військової флотилії, підполковник інтендантської служби.
З 1949 року — на літературній роботі.
Помер 30 листопада 1977 року в місті Києві.

## Літературна діяльність
Друкуватись почав з 1924 року. Член Спілки письменників України з 1960 року.
Твори міжвоєнного періоду — повість «Залізний кінь» (1929; 1930; 1932), п'єса «Кров на кров» («Іржа і гарт», 1930; обидві — Харків), збірки оповідань «Шоста ударна», «Прикре непорозуміння», «Харбі-Назар» та роман «Маяк (Героїка реконструктивної доби)» (усі — Х.; К., 1931).
Повоєнні твори пов'язані із суспільними перемінами наприкінці 1950–60-х років: оповідання у збірці «Заради життя» (К., 1958), роман із сільського життя «Тече річка невеличка» (1961), повість для юнацтва «Олов'яні солдатики» (К., 1961), історичні романи про події російсько-турецької війни 1787—1792 років «Очаківський розмир» (1965) і «Карасунський Кут» (1968; видано як дилогію — К., 1984).
Залишив спогади «Про моє дитинство і братову юність» (К., 1971).

## Нагороди
Нагороджений орденом Червоної Зірки (03.11.1944) і медалями, в тому числі й «За бойові заслуги» (09.10.1943).